# ロシアの音楽
ロシアの音楽（ロシアのおんがく）では、ロシアで作られた音楽、およびロシア人によって作られた音楽について解説する。
ロシアは広大で多様な文化を有する国であり、そこで生活する多くの民族が、それぞれの音楽を各地で発展させてきた。ロシア音楽はその特徴として、ロシア帝国からソビエト連邦、現代のロシアの時代にかけて存在し続ける民族的マイノリティ（ユダヤ人、ウクライナ人、ジプシーなど）から多大な影響を受けている。
ロシア音楽の音楽スタイルは、儀式的な郷土民謡からロシア正教会の宗教音楽、19世紀に繁栄した古典派、ロマン派などのクラシック音楽まで多岐に渡る。20世紀にはソビエト音楽が隆盛するとともに、さまざまな形式のポピュラー音楽が興り、今日のロシア音楽の諸相の一部を形成している。

## 歴史

### 黎明期

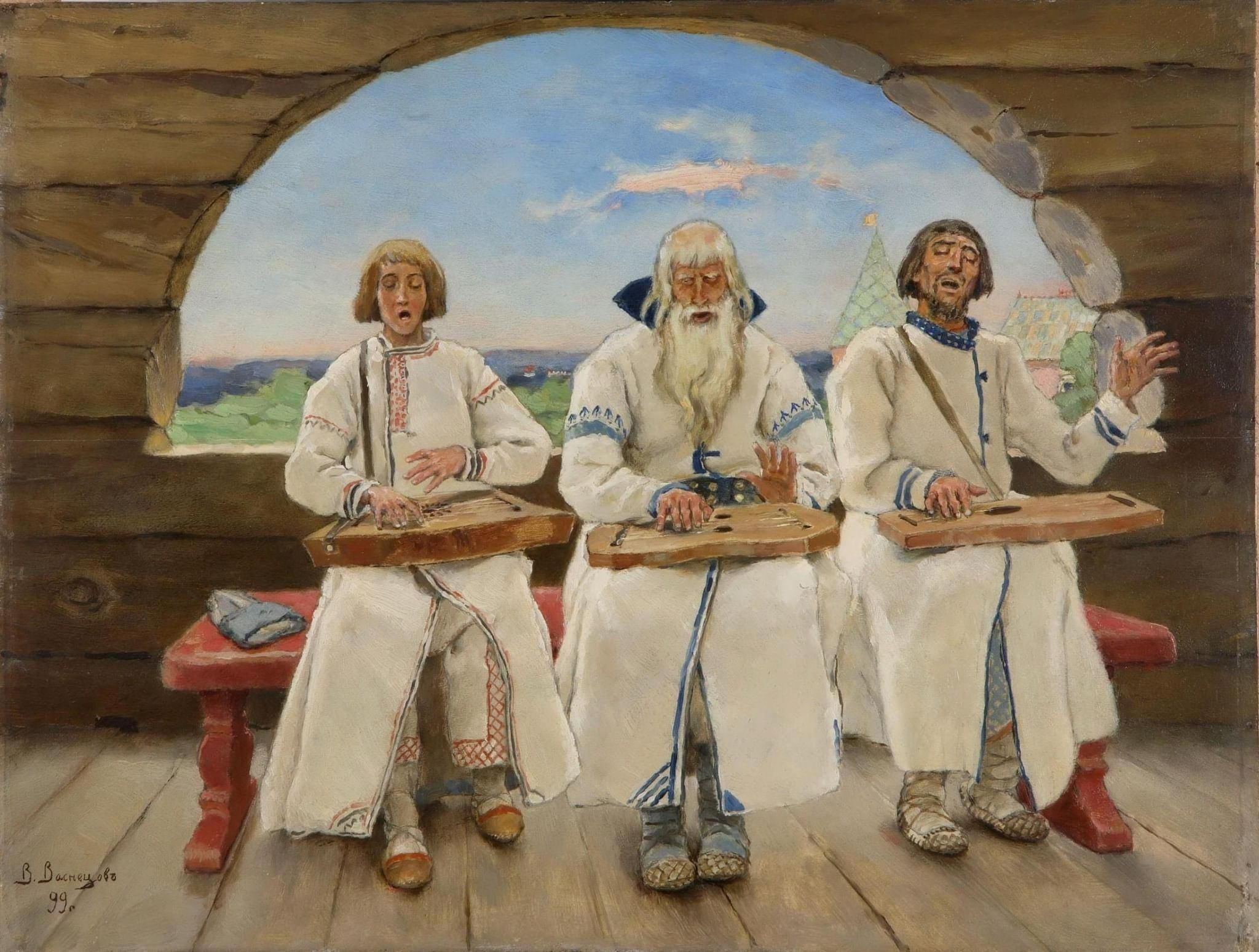
中世のグースリ弾き（ヴィクトル・ヴァスネツォフによる絵画）

現存する文書記録には、ルーシ族に音楽文化があったことが述べられている。中世のロシアで最も人気のあった楽器は、グースリ、グドークといった弦楽器である。考古学調査によれば、ノヴゴロドの地域で11世紀のものと推定される、これらの楽器が発見されている（ノヴゴロドは深い音楽の伝統を持っており、民話における英雄や数篇の叙事詩の主人公はサドコと呼ばれるグースリ弾きだった）。よく使用される他の楽器としては、スヴィレルと呼ばれる笛、トレショートカやブベンといった打楽器がある。しかしながら、最も人気のある音楽様式は声楽であった。サドコやイリヤー・ムーロメツといった英雄を描いたブィリーナ（口承叙事詩）はたびたび歌われ、時には楽器による伴奏が付くこともあった。叙事詩のテクストは、一部が記録されている。
モスクワ大公国の時代になると、正教会の宗教音楽と、楽しみのために用いられる世俗曲との間に明確な線引きがなされた。前者はビザンティン帝国から伝統を受け継ぎ、ロシア正教会の鐘鳴や合唱に重要な位置づけを与えている。ネウマ譜が採譜のために発展したことから、中世ロシア音楽は中世宗教音楽の1ジャンルとして今日まで生き残っている。その中でも、16世紀にイヴァン4世によって作曲された2曲のスティヒラは著名である。
世俗音楽ではフィップル・フルートや弦楽器といった楽器の使用が見られる。当初はスコモローフと呼ばれる、貴族を楽しませるための道化師や吟遊楽人が休日に演奏するのが主だった。17世紀のロシアの大シスマに対する反動の時代、スコモローフならびに彼らの演奏する世俗音楽の形式は、商業目的の使用を禁止された。しかし、彼らの伝統の一部は、規制の時代を乗り越えて今日まで受け継がれている。

### 18世紀、19世紀：ロシア・クラシック音楽

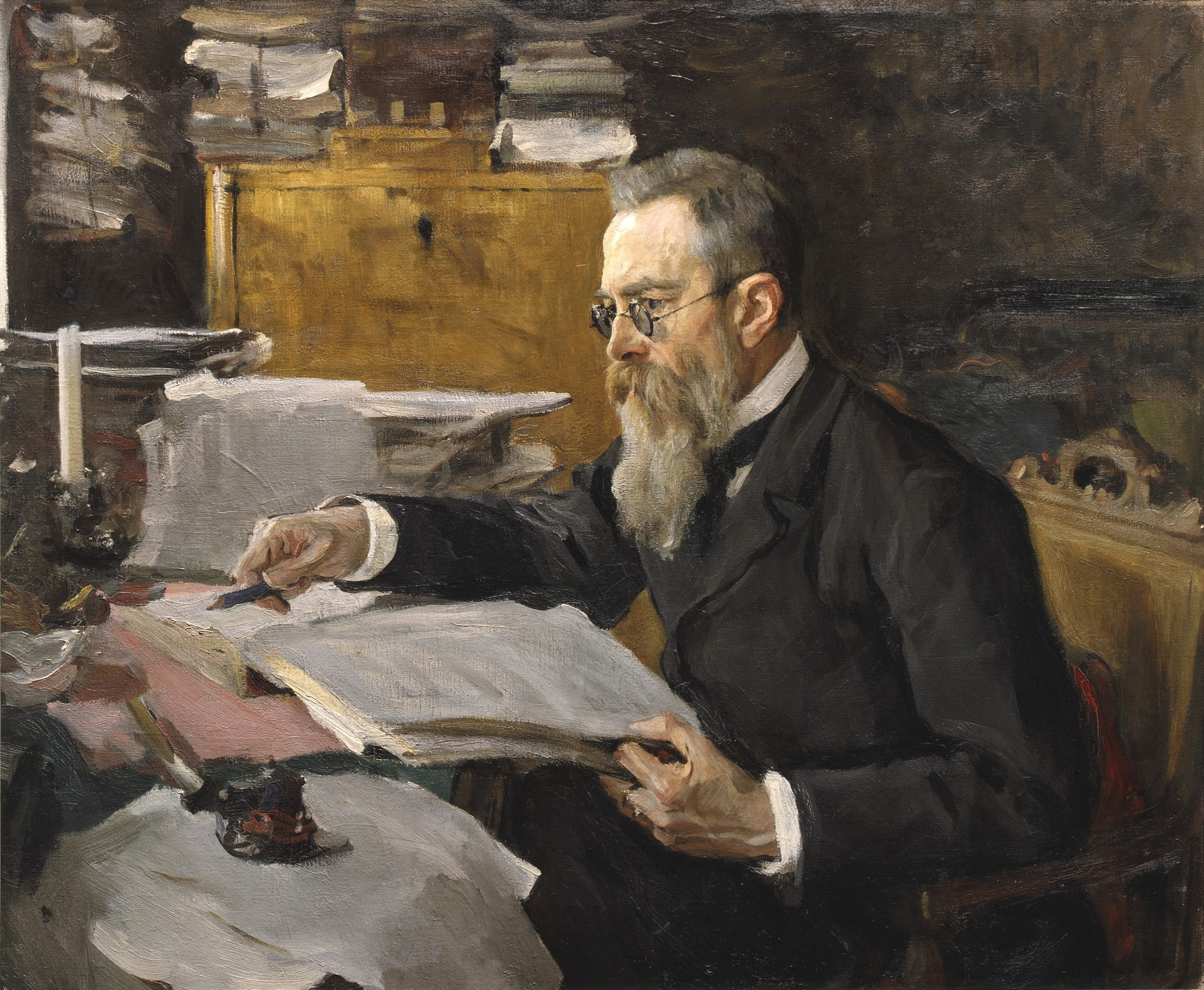
ニコライ・リムスキー＝コルサコフ。19世紀を代表するロシアの作曲家。（ヴァレンティン・セロフによる肖像画）

ロシアは、前述の世俗音楽禁止令により、なかなかヨーロッパ・クラシック音楽の伝統を独自に発展させることができなかった。イヴァン4世の統治が始まると、宮廷はヨーロッパから作曲家や音楽家を招聘し、この空白を埋めた。ピョートル1世の統治時代には既に、これらの音楽家は宮廷のお抱え人となっていた。ピョートル1世は、特に個人的に音楽に傾倒していた訳ではなかったが、ヨーロッパ音楽を文明の象徴として考え、ロシアの西洋化のための道だと信じていた。彼が建設した西洋的都市サンクトペテルブルクの存在により、上流階級の市民にヨーロッパ音楽が急速に浸透した。女帝エリザヴェータの時代、そして女帝エカチェリーナ2世の時代になると、宮廷ではイタリア・オペラが熱狂的な人気となり、貴族階級の中でクラシック音楽への関心が広がった。この熱狂はあまりに広く社会に浸透したため、多くの人々は、ロシア人作曲家が既に存在していたことに気が付かなかった。
多くのロシアの作曲家はヨーロッパ音楽に焦点を当てようとしたが、自身の作品が演奏されるためには、西洋の様式で音楽を記述して行かなければならない、というハードルが立ちはだかった。彼らの中にはこの挑戦に成功した者もいたが、ヨーロッパの作曲法に触れる機会が無いことから難儀する者も多かった。一部の作曲家は、イタリアなどの外国を訪れて研鑽を積み、当時人気の高かったイタリアの伝統に基づく声楽曲や器楽曲の作曲法を習得した。この時代の代表的な作曲家に、ウクライナ人作曲家のドミトリー・ボルトニャンスキー、マクシム・ベレゾフスキー、アルテミー・ヴェデルらがいる。
ロシア生来の音楽の伝統を、世俗音楽の世界に導入した最初の重要な作曲家は、ミハイル・グリンカ（1804-1875）である。グリンカは、ロシア語オペラとしては最初期の作品となる『皇帝に捧げた命』、『ルスランとリュドミラ』などを作曲した。これらのオペラは、初めてのロシア語オペラでもないし、初めてのロシア人による作品でもないが、ロシア的な旋律、ロシア的な主題、そしてロシア独特の話し言葉がはっきりと用いられていることから高い名声を得た。
ロシア民謡は、この若い世代の作曲家たちにとって重要な音楽の源となった。「ロシア5人組」と称する、ミリイ・バラキレフ（1837–1910）をリーダーとしてニコライ・リムスキー＝コルサコフ（1844-1908）、モデスト・ムソルグスキー（1839–81）、アレクサンドル・ボロディン（1833–87）、ツェーザリ・キュイ（1835-1918）が参加する音楽集団が出現し、クラシック音楽の世界におけるロシア民族音楽の浸透と普及を目指すと公に宣言した。ロシア5人組は、『雪娘』、『サトコ』、『ボリス・ゴドゥノフ』、『イーゴリ公』、『ホヴァーンシチナ』などのオペラ、交響組曲『シェヘラザード』などの管弦楽作品を筆頭に、重要な作品を数多く残した。グリンカとロシア5人組の作品は、ロシアの歴史、民話、文学に基づくものが多く、その多くはロマン派音楽における民族主義の傑作として知られる。
また同時期の1859年には、作曲家＝ピアニストのアントン・ルビンシテイン（1829-94）、ニコライ・ルビンシテイン兄弟の手によりロシア音楽協会（RMS）が設立した。ロシア民族主義を称揚するロシア5人組と、保守的な音楽を固辞するロシア音楽協会は、しばしば対立することになる。ロシア音楽協会はロシアで初めてとなる音楽院をサンクトペテルブルクとモスクワに設立。サンクトペテルブルク音楽院は、偉大なロシア人作曲家であり、『白鳥の湖』、『眠れる森の美女』、『くるみ割り人形』などのバレエで最もよく知られるピョートル・チャイコフスキー（1840-93）を輩出した。以後、チャイコフスキーはロシア国外で最もよく知られたロシア人作曲家となった。チャイコフスキーのスタイルを継承した作曲家の中で、最も高名な人物がセルゲイ・ラフマニノフ（1873-1943）である。ラフマニノフは、チャイコフスキー自身も教鞭を執ったことで知られるモスクワ音楽院で学んだ。
19世紀後半から20世紀にかけて、ロシアのクラシック音楽には第3の波が訪れることとなる。彼らの名は、イーゴリ・ストラヴィンスキー（1882-1971）、アレクサンダー・スクリャービン（1875-1915）、セルゲイ・プロコフィエフ（1891-1953）、ドミートリイ・ショスタコーヴィチ（1906-1975）である。彼らはスタイルや音楽語法において実験を繰り返した。ロシア革命の勃発とともに国外移住した者もいたが、その一人プロコフィエフは後に本国に帰還し、ソビエト音楽の発展に貢献している。
19世紀後半から20世紀前半にかけて、いわゆる「ロマンス」と呼ばれる音楽ジャンルが大変な人気を呼んだ。ロマンスを歌う人気歌手の多くは、同時にオペラでも歌う声楽家だった。中でもとりわけ有名な歌手が、フョードル・シャリアピンである。歌手はたいてい自分で作曲を行い、自分で歌詞を書いた。このような営みは、アレクサンドル・ヴェルティンスキー、コンスタンティン・ソコルスキー、ピョートル・レシチェンコといった歌手にも散見される。

### 20世紀：ソビエト音楽
ロシア革命の後、ロシアの音楽は劇的な変化を遂げることになる。1920年代の始めには、「革命的な精神」の高まりからアヴァン＝ギャルドの実験的時代が訪れた。音楽の新しい諸潮流（合成和音に基づく音楽など）が、現代音楽協会などの熱狂的な団体によって提唱された 。
1930年代に入ると、ヨシフ・スターリンによる規制時代が始まる。音楽の内容や創造性には一定の制限が掛けられた。古典主義的な音楽を作るべきとされ、実験主義は抑圧された。これを象徴する有名な事件として、ショスタコーヴィチのオペラ『ムツェンスク郡のマクベス夫人』がプラウヴァ紙から「形式主義的だ」と酷評を受け、直ちに数年間の上映禁止となった出来事がある。
この時代を代表する作曲家は、セルゲイ・プロコフィエフ、ドミートリイ・ショスタコーヴィチ、アラム・ハチャトゥリアンであった。その後、ゲオルギー・スヴィリードフ、アルフレート・シュニトケ、ソフィア・グバイドゥーリナを始めとする若くソビエトの作曲家の波が訪れる。厳格なソビエトの教育を受けた彼らは、音楽の最前線に進み出ることになる。ソビエト連邦作曲家同盟が1932年に設立されると、ソビエト音楽をコントロールする主要組織として君臨した。
ジャズは、1920年代にヴァレンティン・パルナフによってソビエトの聴衆に紹介された。歌手レオニード・ウチーソフと映画音楽作曲家イサーク・ドゥナエフスキーらが、特にジャズのサウンドトラックを含むコメディ映画『陽気な連中』によって、ジャズの大衆化を推進した。エディ・ロズナー、オレグ・ルンドストレームらもソビエト・ジャズ音楽に貢献した。

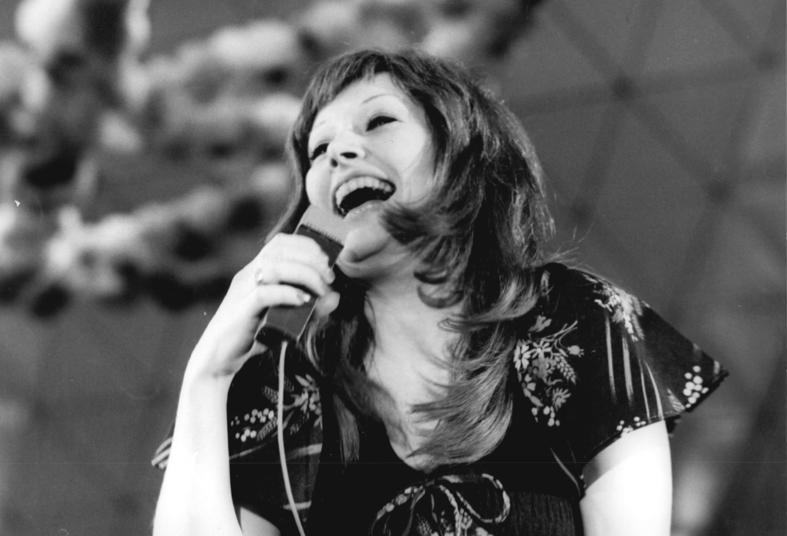
アーラ・プガチョワ。1970年代から1980年代にかけてのソビエトのポップスター

映画のサウンドトラックは、オーケストラ音楽、実験音楽と並んで、当時のソビエト・ロシアの人気音楽の一端を担っていた。1930年代には、プロコフィエフによるセルゲイ・エイゼンシュテインの映画のための音楽、イサーク・ドゥナエフスキーによる映画音楽などが作られ、そのジャンルはクラシックからジャズまで多岐に及んだ。
1960年代、1970年代になると、ロシアン・ポップやロックの幕開けの時代となる。その端緒となったのは、ラジオ向けのポップ、ロック、フォークを演奏するVIAと総称される音楽バンドの一群であり、作曲家同盟のメンバーによって作曲され、検閲・承認された音楽を演奏していた。ポユシエ・ギターリ、ペスニエリを皮切りとしてこの文化が始まり、ツヴェティ、ゼムリャーネ、Verasyなどは人気バンドとして活躍した。ソビエトでエレクトロニカを創始したのは環境音楽作曲家
エドゥアルド・アルテミエフである。アルテミエフは、アンドレイ・タルコフスキーのサイエンス・フィクション映画のための音楽でその名が最もよく知られる。
この時代、ヴァレリー・レオンティエフ、ソフィーヤ・ロタール、アーラ・プガチョワ、ユーリ・アントノフなどのポップスターが登場した。その中には、今日まで活動を続けている者も多い。彼らはソビエト音楽メディアの主流であり、ソング・オブ・ザ・イヤー、ソポト国際音楽祭、ゴールデン・オルフェウスといった音楽祭の引き立て役となった。1977年にはモスコフスキー・コムソモーレツ・ヒットパレードと呼ばれるロシアで最初の音楽ヒットチャートが設立された。

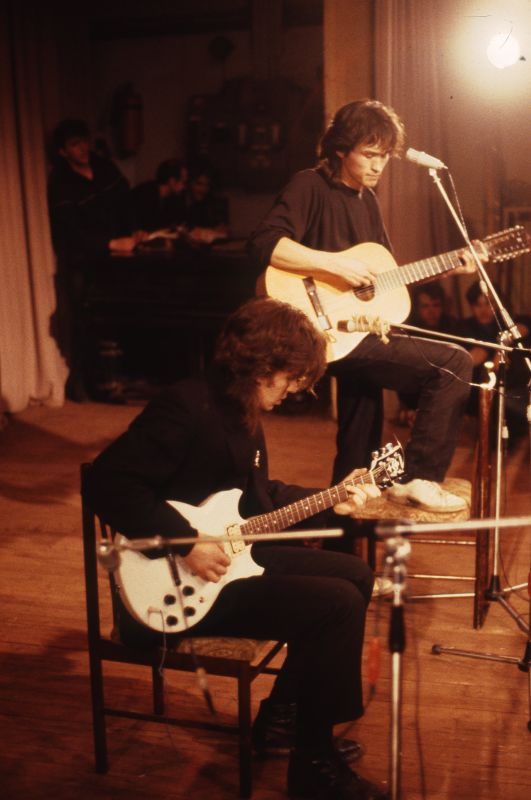
キノー。象徴的なソビエトのポストパンクバンド

ソビエト連邦では、音楽出版や宣伝は、国家による独占事業だった。ソビエトのミュージシャンが音楽で収入を得たり、名を挙げたりするためには、国家保有のレーベル「メロディヤ」と契約する必要があった。これは詰まるところ、音楽的な実験に一定制限を課せられることを意味し、誰にでも受け入れられる健全な演奏と、検閲当局が好むような政治的に中立な歌詞を作ることを強要されることを意味した。ちょうどこの頃、新しい録音技術が到来し、一般の音楽ファンが磁気テープレコーダーを使って自分自身の音楽を録音・交換できるようになった。これがアンダーグラウンド・ミュージック（バルド、ロックなど）のサブカルチャーの発展に繋がった（彼らは国家系メディアでは無視されていた）。
「バルド」（bard）の音楽とは、1960年代前半に興ったシンガーソングライター運動の意味する総称である。アメリカで60年代に流行ったフォーク・リバイバル運動に似ており、1台のギターによる編成と詩的な歌詞を有していることが特徴だった。当初は国家メディアから無視されていたバルドだったが、ヴラジーミル・ヴィソツキー、ブラート・オクジャワ、アレクサンドル・ガリーチなどのバルドは非常に高い人気を博したことから、最終的には国家保有レーベルのメロディヤを通じて流通されることとなった。バルド・ミュージック最大の祭典は、1968年以来毎年開催されているGrushinskyフェスティバルである。
ロックがソビエト連邦に到来したのは1960年代後半で、ビートルマニアがその担い手となった。1970年代後半にはマシーナ・ヴレーメニ、アクアリウム、オートグラフなど多くのロックバンドが国内で結成された。VIAの諸グループとは異なり、これらのロックバンドは自身の音楽出版することが許されず、アンダーグランドで活動を行なっていた。ロシアン・ロックの「黄金時代」は1980年代であったと広く考えられている。検閲が緩和され、ロック・クラブがレニングラードとモスクワにオープンすると、間もなくロックはロシア音楽の主流派となった。当時のバンドでは、キノー、アリサ、アリア、DDT、ナウチールス・ポムピリウスが人気を集めた。ニュー・ウェイヴとポスト・パンクが、80年代ロシアン・ロックの流行だった。

### 21世紀：現代ロシア音楽

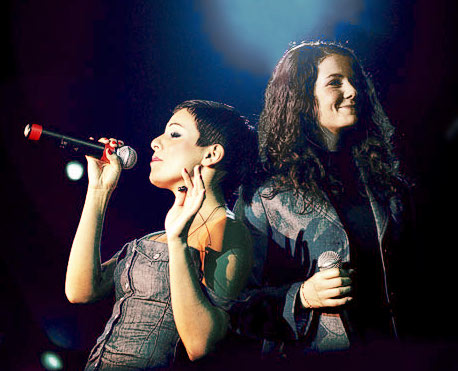
t.A.T.u.。西洋のチャートに切り込んだロシアのポップ・グループ。

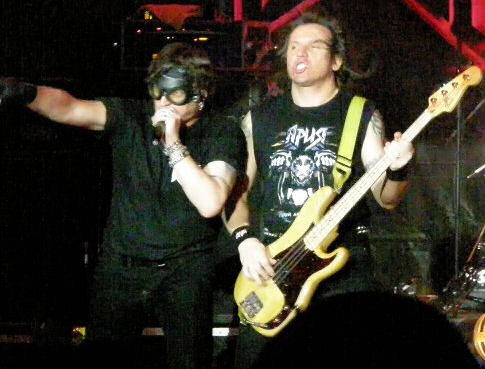
アリア。ロシアのヘヴィメタルを開拓したバンド。

今日、ロシアのポップ・ミュージックは順調に発展し、MTVロシアやMuz-TV、ラジオ局などのポップ・ミュージック・メディアを通じてメインストリームとして成功を謳歌している。数々のポップ・アーティストが近年になって頭角を現し始めた。ロシアの2人組グループt.A.T.uは、今日における最も成功したロシアン・ポップバンドである。他に人気のあるアーティストとしては、ユーロビジョン・ソング・コンテスト2008で優勝したことで知られるジーマ・ビラーンを始め、フィリップ・キルコロフ、ヴィタス、アルスーらが有名である。音楽プロデューサーのイゴール・クルトイ、マキシム・ファデーフ、イワン・シャポヴァーロフ、イゴール・マトヴィエンコ、コンスタンティン・メラゼらは、ロシアのポップ・ミュージック市場の大部分のシェアを支配しており、ある点でソヴィエト時代のスタイルによるアーティスト・マネジメントを続けている。他方、ネオクラバーなど一部のインディペンデント系のグループは、このような時代遅れなソビエト式の音楽プロモーションを避けるために、より新時代的なプロモーション手段を駆使して活動を行っている。
ロックの音楽シーンは、欧米にも見られたように、単一のロックの潮流からいくつものサブジャンルへの細分化されながら進化していった。ポップ・ロック、オルタナティブ・ロックのジャンルでは、ムミー・トローリ、ゼンフィーラ、スプリーン、Bi-2、ズヴェリらが代表的である。また、パンク・ロック、スカ、グランジのジャンルでは、Korol i Shut、Pilot、レニングラード、Distemper、エリシウムらが代表的である。ヘヴィ・メタルのシーンの成長は目覚しく、カタルシス、エピデミア、シャドウホスト、メカニカル・ポエットなどといったパワー・メタル、プログレッシブ・メタルの音楽グループが次々と登場している。
ロック・ミュージックのメディアは、現代ロシアの時代に入り、普及した。最も著名なメディアとして、クラシック・ロックやポップ・パンクを推進する「ナッシュ・ラジオ」がある。この放送局が運営する『Chart Dozen』 (Чартова дюжина) は、ロシアの主要なロック・チャートとして知られ、同じくナッシュ・ラジオが運営する『Nashestvie』は毎年約10万人が訪れるロック・フェスティバルであり、「ロシアのウッドストック」の愛称で知られる。他のメディアとしては、オルタナティブ・ロックやハードコアを専門に扱うテレビ放送局「A-One」がある。A-Oneは、アマトリー、トラクター・ボウリング、スロットといったバンドのプロモーションを手掛けており、これら多くに「ロシア・オルタナティブ音楽賞」を授与している。その他の放送局に、ロシアや西洋の現代のポップやロックを放送する「ラジオ・マキシマム」がある。
その他の音楽スタイルでは、フォーク・ロック（代表的アーティストに、Melnitsa）、トリップ・ホップ（リンダ）、レゲエ（ジャー・ディヴィジョン）がある。ヒップホップ／ラップでは、バッドバランス、Kasta、Ligalize、Mnogotochieらが有名である。ラップコアと呼ばれる実験的な音楽シーンも、ドルフィン、Kirpichiを先導に出現している。
ロシア独特の音楽ジャンルも生まれた。犯罪者の歌、バルド、ロマンス音楽を混合させた「ロシアン・シャンソン」と呼ばれるジャンルであり、この新しい音楽のプロモーションを主に手がけたのがラジオ・シャンソンだったことからこの名で呼ばれる。ロシアン・シャンソンの主要アーティストに、Mikhail Krug、Mikhail Shufutinsky、アレクサンダー・ローゼンバウムらがいる。日常的な生活と社会についての歌詞を有し、しばしば犯罪地下社会をロマンティックなものとして扱うロシアン・シャンソンは、下流社会階級の成人男性を中心に人気を呼んでいる。
音楽産業が隆盛する現代ロシアであるが、電子音楽に関しては、他のジャンルに比べて発展が遅れている。これは主にプロモーションの欠如に起因するものである。一部のインディペンデント、アンダーグラウンドな場では、IDM、ダウンテンポ、ハウス、トランス、ダーク・サイトランス（トラッカー・ミュージックを含む）などを演奏したり、インターネット・ラジオを通じて自分達の音楽を放送するといった活動が行われている。このようなアーティストの例としては、パラセンス、ファンガス・ファンク、キンザザ、レスニコフ-16、Yolochnye、Messer Für Frau Müllerらがいる。中には数少ないもののメインストリーム・メディアへの進出に成功したアーティストも存在し、ソビエト時代の映画サウンドトラックをダンス・リミックスに取り込んだことで知られるPPKが代表的である。
今日のロシアにおけるクラシック音楽やコンサートホール音楽は、ロシア国内における商業的ポピュラー音楽の台頭や、ソビエト連邦崩壊後にそれらのプロモーションの担い手がいなくなったことなどを原因として、影に隠れてしまっているのが現状である。しかし数多くの作曲家が1950年代以降に生まれ、いくらかのインパクトを社会に与えている。著名な例にレオニード・デシャトニコフがおり、彼はボリショイ劇場が委嘱した新作オペラ（『ローゼンタールの子どもたち』）を作曲した数十年で初めての作曲家であり、彼の音楽はギドン・クレーメルやロマン・ミンツといった音楽家に擁護されている。また、グバイドゥーリナは、引き続き作曲活動によりロシア国外では高い評価を受け続けており、近年ではヴァイオリニストのアンネ＝ゾフィー・ムターに献呈した『今この時の中で』（2007年）を作曲した。
2000年代前半、ロシアではミュージカルが流行した。当時、『ノートルダム・ド・パリ』、『ノルド＝オスト』、『ロミオとジュリエット』、『ウィ・ウィル・ロック・ユー』はモスクワ市内の劇場で繰り返し上演された。しかし、この流行は2002年のモスクワ劇場占拠事件によって終焉してしまう。ロシアにミュージカル人気が再び訪れたのは、2000年代も終盤になってからだった。

## 民族起源の音楽
今日のロシアは多民族国家であり、300を超える民族が1つの旗の下で生活している。それぞれの民族グループは、独自の土着音楽、宗教音楽、さらに場合によっては芸術音楽を有しており、これらは広義的に「民族起源の音楽」、もしくは「民俗音楽」の名でカテゴリー化することができる。このカテゴリーは、さらにフォークロリック（民族的道具を用いて現代的な使い方をする方法と、民俗音楽をそのまま昔からある形で提示する方法）に分解することができる。

### アディゲ
近年、アディゲ共和国では新しい音楽機関が数多く設立されている。オーケストラも2団体が結成された。その内の1つ（Russkaya Udal）は民族楽器を使用している。また、室内音楽用の劇場もオープンした。
アディゲ共和国の国歌は、Iskhak Shumafovich Mashbashの作詞、Umar Khatsitsovich Tkhabisimovの作曲で作られた。

### アルタイ
アルタイは中央アジアにある地域であり、伝統的な叙事詩と数々の民族楽器を有していることで知られる。

### バシキール
バシキールの音楽が最初に研究されたのは、リバコフ・S・Gが『ウラルのムスリムの音楽と歌、そして彼らの生活様式についての研究』を書いた1897年のことである。しばらく経って、1930年以降には、レベディンスキー・L・Nが膨大な数の俗謡をバシコルトスタンで収集している。1968年にはウファ国立芸術院が設立され、同地の研究を支援した。
「クライ」は、バシキールの合奏音楽において最も重要な楽器である。

### ブリヤート
極東のブリヤート人は、モリンホールと呼ばれる2弦の馬頭琴を用いた独特の民俗音楽で知られる。ポリフォニーは無く、旋律の創作も無い。物語構造を取ることが一般的であり、その多くは有名な英雄の最後の歌とされる長大な叙事詩である（『リンチン・ドルジンの最後の歌』など）。現代のブリヤートのミュージシャンとしては、シベリア語とロシア語の歌詞とロック、そしてブリヤート民謡を融合させる「ウラグシャ」と呼ばれるバンドが存在する。

### チェチェン
1990年代のチェチェンの反乱とともに、チェチェン人独自のアイデンティティが復興し、音楽がその主要な役割を担った。チェチェン音楽を推進した重要人物に、Said Khachukayevがいる。
チェチェンの国歌は『死か自由か』とされているが、この古い歌の発祥については分かっていない。

### ダゲスタン
ダゲスタンで最も人気のある作曲家はゴットフリード・ハサノフである。ハサノフはダゲスタン出身としては初めての職業作曲家と考えられている。彼はダゲスタン語オペラ『Khochbar』を1945年に作曲したほか、ダゲスタン人を調査し、膨大な数の民謡を録音した。

### カレリア
カレリア人はフィンランド人であることから、彼らの音楽のほとんどはフィンランドの音楽と同一である。『カレワラ』は重要な伝統音楽であるが、フィンランドの伝説が回想されることから、フィンランドの民族アイデンティティと融合したものと考えられている。
カレリアン・フォーク・ミュージック・アンサンブルは、カレリアの重要な民族音楽グループである。

### オセチア
オセチア人は、コーカサス地域に暮らす民族である。したがって、オセチアの音楽と踊りは、チェチェンやダゲスタンの音楽と類似したテーマを有している。

### ロシア

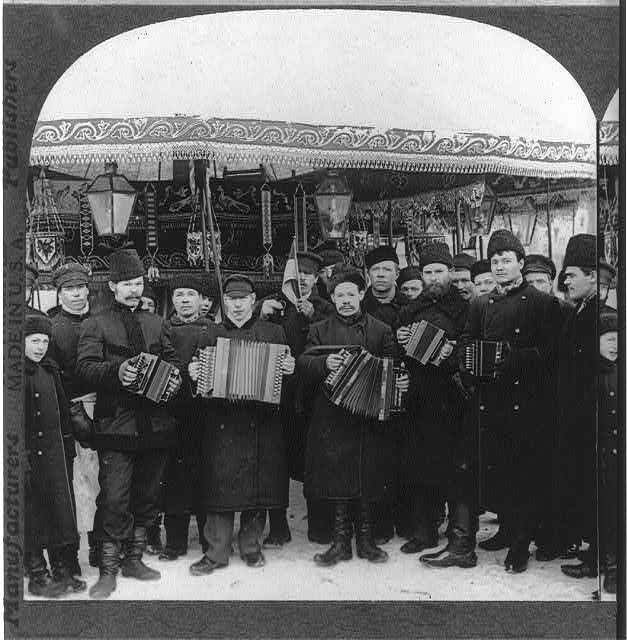
ペトログラードのカーニバル（1919年頃）

考古学の直接的証拠は、古代ロシアに様々な楽器が存在したことを示している。ロシアの民族楽器の例としては、リヴェンカ（アコーディオン）や、ザレイカ、スヴィレル、クギクリといった木管楽器類、またブベン、ブベンチ、コクシュニク、コロボチカ、lozhki、ルベル、トレシェトカ、ヴェルトゥシカ、ズヴォンチャルカなどの打楽器類がある。
チャストゥーシカは、長い歴史を持つロシア民謡の一種である。ラップを伴うことが一般的で、ユーモアや風刺を伴うことが多い。
19世紀、セルゲイ・ウヴァーロフはナショナリスト・リバイバル運動を先導したが、これが元となって伝統楽器を用いた初めてのプロ・オーケストラが生まれた。創始者はワシーリー・アンドレーエフであり、彼は19世紀後半にオーケストラでバラライカを使用した。20世紀の幕が開けると、ミトロファン・ピャトニツキーはピャトニツキー合唱団を設立した。この合唱団は農村部の小作人が歌手を務め、ロシアの伝統的なサウンドを使用した。

### サハ
シャーマニズムは、シベリア・サハリンに暮らす数十ともなる民族グループにおいては依然として重要な文化として存続している。ヤクートはその中でも最も大きな民族で、オロンホという叙事詩にまつわる歌や、ホムスと呼ばれる口琴を用いることで知られる。

### タタールスタン
タタールの民俗音楽は独特のリズムと5音音階のイントネーションを特徴とする。この特徴はヴォルガ地域の国々に住む、フィンウゴル語族の民族やテュルク系民族にも見られる。歌い手となる女子は、その鋭敏さと優美さから、タタールの民俗音楽において重要な役割を担っている。楽器としてはクブズ（口琴）、クライ（笛）、タリアンカ（アコーディオン）などが使用される。

### トゥヴァ
トゥヴァ人の喉歌（フーメイ）は、その奇特さから世界的に有名である。この喉歌は、ほとんどの聴衆にとって非常に特殊なものとして聞こえ、この発声法の困難さ、旋律の不在に驚くこととなる。喉歌では唇と口に自然共鳴が発生し、倍音が聞こえてくる。このスタイルを最初に記録したのはテッド・レヴィンという、様々な音楽スタイルのカタログ化に貢献した人物である。音の鳴り方によってさまざまな名前が付いており、borbannadir（川の流れに似た音）、sygyt（口笛に似た音）、フーメイ、chylandyk（コオロギの鳴き声に似た音）、ezengileer（馬の蹄の音）などがある。この奏法を駆使することで国際的に有名なアーティストとして、音楽グループのフンフルトゥや、喉笛歌手のKongar-ol Ondarがいる。

### ウクライナ
ウクライナは1991年から独立国家となっているが、ウクライナ人はロシアにおいて依然として2番目に大きな民族マイノリティとなっている。バンドゥーラはウクライナの民俗伝統における最も重要な楽器であり、ツァーリの時代は宮中音楽家によって使用された。コブザルと呼ばれる放浪の音楽家たちがおり、デュマと呼ばれる民俗叙事歌を作曲した。ドミトリー・ボルトニャンスキー、マクシム・ベレゾフスキー、アルテミー・ヴェデルなど、ロシアで初期に活躍したクラシック音楽の作曲家は、ウクライナ人の子孫だった。

### 文献
- Bergamini, John, The Tragic Dynasty: A History of the Romanovs (New York: G.P. Putnam's Sons, 1969). Library of Congress Card Catalog Number 68-15498.
- Campbell, James Stuart, "Glinka, Mikhail Ivanovich". In The New Grove Dictionary of Music and Musicians, Second Edition (London: Macmillan, 2001), 29 vols., ed. Stanley Sadie. ISBN 0-333-60800-3.
- Frolova-Walker, Marina, "Russian Federation". In The New Grove Dictionary of Music and Musicians, Second Edition (London: Macmillan, 2001), 29 vols., ed. Stanley Sadie. ISBN 0-333-60800-3.
- Holden, Anthony, Tchaikovsky: A Biography (New York: Random House, 1995). ISBN 0-679-42006-1.
- Hosking, Geoffrey, Russia and the Russians: A History (Cambridge, Massachusetts: The Belknap Press of Harvard University Press, 2001). ISBN 0-674-00473-6.
- Kovnaskaya, Lyudmilla, "St Petersburg." In The New Grove Dictionary of Music and Musicians, Second Edition (London, Macmillian, 2001), 29 vols., ed. Stanley Sadie. ISBN 0-333-60800-3.
- Maes, Francis, tr. Arnold J. Pomerans and Erica Pomerans, A History of Russian Music: From Kamarinskaya to Babi Yar (Berkeley, Los Angeles and London: University of California Press, 2002). ISBN 0-520-21815-9.

## 関連文献
- Broughton, Simon and Didenko, Tatiana. "Music of the People". 2000. In Broughton, Simon and Ellingham, Mark with McConnachie, James and Duane, Orla (Ed.), World Music, Vol. 1: Africa, Europe and the Middle East, pp 248–254. Rough Guides Ltd, Penguin Books. ISBN 1-85828-636-0